# Ángela Peralta

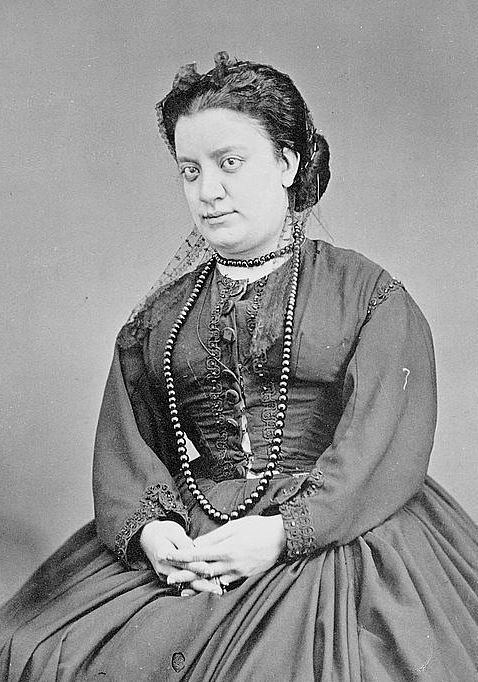
Porträt aus den 1870er Jahren

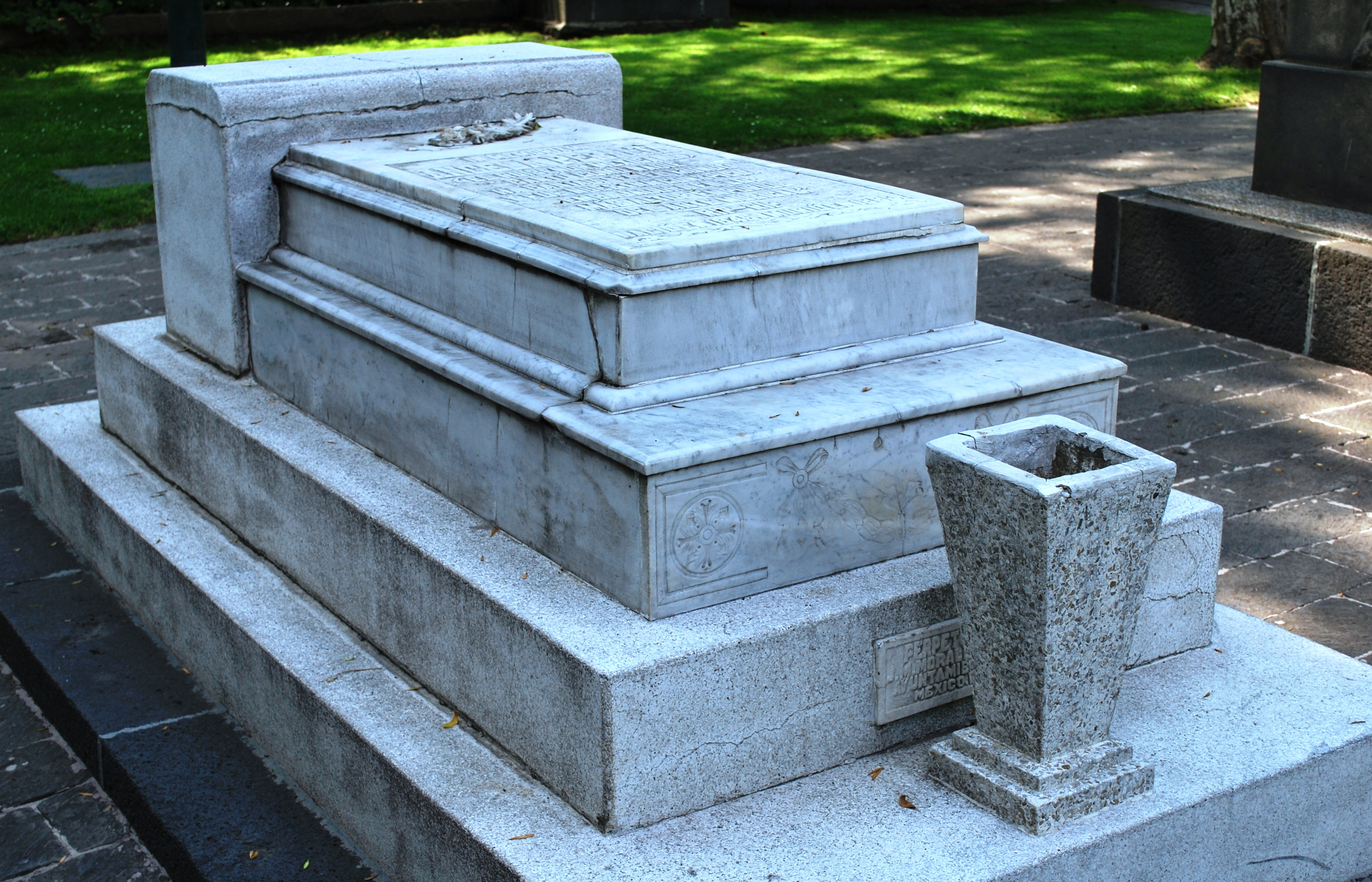
Grabstätte in Mexiko-Stadt

Ángela Peralta (* 6. Juli 1845 in Mexiko-Stadt; † 30. August 1883 in Mazatlán, Sinaloa), eigentlicher Name María de los Ángeles Manuela Tranquilina Cirila Efrena Peralta y Castera und auch bekannt unter dem Spitznamen El Ruiseñor Mexicano (dt. Die Mexikanische Nachtigall), war eine Opernsängerin und die berühmteste mexikanische Sängerin ihrer Zeit. Außerdem spielte sie Harfe, Klavier und komponierte eine Reihe von Musikstücken.

## Leben
Ihren ersten großen Auftritt hatte Peralta 1860 im Alter von 15 Jahren in ihrer Heimatstadt Mexiko-Stadt. 1861 reiste sie in Begleitung ihres Vaters nach Spanien, wo sie unter anderem im Teatro Real von Madrid auftrat. Am 23. Mai 1862 gab sie ihr Debüt im weltbekannten Mailänder Opernhaus La Scala. Nach einer Reihe von Auftritten in weiten Teilen Europas reiste sie 1865 über New York und Havanna, wo sie ebenfalls auftrat, nach Mexiko zurück.
1879 geriet Peraltas Karriere in eine ernsthafte Krise, weil ihr das Publikum die Liebesbeziehung zu ihrem Förderer und Arbeitgeber Julián Montiel y Duarte übel nahm.
1883 versuchte sie ein Comeback und machte eine Tournee durch den Nordwesten Mexikos. Nach dem letzten Auftritt ihres Lebens in La Paz, Baja California Sur, traf sie am 22. August 1883 mit einer aus etwa 80 Personen bestehenden Truppe in Mazatlán ein. Dort war für den 23. August 1883 eine Aufführung von Giuseppe Verdis Il trovatore geplant, die jedoch wegen eines sich verbreitenden Gelbfiebers abgesagt werden musste. Am 24. August absolvierte Peralta eine Probe mit dem Tenor Fausto Belloti und dem Konzertmeister Chávez Aparicio, die beide bereits am nächsten Morgen verstorben waren. Ángela Peralta starb am 30. August 1883 in dem Zimmer Nummer 10 des Hotels Iturbide im Stadtzentrum von Mazatlán. Es befindet sich an einer Seite des Teatro Rubio, das als Veranstaltungsort für ihren Auftritt vorgesehen war und das 1943 zu ihrem Gedenken umbenannt wurde. Nur sechs Personen der Konzertgruppe überlebten die Infektionskrankheit.
Die sterblichen Überreste von Ángela Peralta wurden zunächst auf einem Friedhof in Mazatlán beigesetzt und am 11. April 1937 auf den Panteón Civil de Dolores nach Mexiko-Stadt verlegt.